# Annamaria Ludmann
Annamaria Ludmann (Chiavari, 9 settembre 1947 – Genova, 28 marzo 1980) è stata una brigatista italiana, esponente delle Brigate Rosse.

## Biografia
Nata a Chiavari in provincia di Genova da una famiglia benestante (suo padre Corrado era un capitano di lungo corso), a 16 anni nel 1963 si trasferisce a Genova per studiare alla scuola svizzera, diplomandosi alle magistrali e iscrivendosi successivamente a diversi corsi di lingue straniere. Per solo una stagione, prima di sposarsi, lavora all'Hotel Regina Elena di Santa Margherita Ligure e nel 1970 si sposa nel quartiere genovese di Oregina, ma dopo pochi mesi si separa e torna a vivere con la sua famiglia.
Incomincia a lavorare come segretaria prima per una ditta di spedizioni nel quartiere di Carignano e poi lavora per quasi due anni all'Italimpianti e infine gestisce con la famiglia per breve tempo un negozio di tabacchi in via Angelo Siffredi nel quartiere di Cornigliano, poco lontano dall'aeroporto di Genova. Nel 1978 diventa impiegata al Centro culturale italo-francese Galliera de Gênes nella centralissima via Garibaldi e, nello stesso anno, con la morte del padre, torna a vivere a Chiavari con la madre; nel giugno del 1979 si dimette e trova nuovamente lavoro in una compagnia di spedizioni.

### Attività nelle Brigate Rosse
Annamaria Ludmann è l'intestataria dell'appartamento in via Umberto Fracchia 12 che è diventato teatro dell'irruzione dei carabinieri, ordinata da Carlo Alberto dalla Chiesa, che si concluderà con la morte della Ludmann e degli altri 3 brigatisti presenti nell'appartamento. Entrata nelle Brigate Rosse, non passò mai alla clandestinità e rimase sempre una militante "irregolare". La sua partecipazione alle BR non venne scoperta fino a quando non perse la vita durante l'irruzione nel suo appartamento di via Fracchia, nel quartiere di Oregina a Genova.

### Morte

Il cadavere di Annamaria Ludmann nell'appartamento di via Fracchia, il giorno dell'irruzione

Morì il 28 marzo 1980 durante l'irruzione di via Fracchia; il suo orologio rimase fermo alle ore 2:42 (ufficialmente l'operazione partì alle 04:00, ma questo particolare fece sospettare su un orario diverso). La Ludmann venne trovata con un mitra, e inoltre furono trovate armi e munizioni come pure una bomba a mano. Ma nell'agosto 2017 l'ex PM Luigi Carli, già titolare dell'inchiesta e poi procuratore capo proprio a Chiavari, dichiarò a Il Secolo XIX senza avere smentite che la Ludmann "era disarmata". Qualche giorno dopo una sua amica, Liliana Boccarossa, scrisse una lettera a il manifesto per ricordarla:
Poco dopo le BR rimaste le dedicarono la colonna veneta.